# Fabien Frankel
Fabien Joseph Frankel (Londra, 6 aprile 1994) è un attore britannico.

## Biografia
Frankel è nato al Chelsea and Westminster Hospital di Londra, figlio dell'attore inglese Mark Frankel e della dirigente pubblicitaria francese Caroline Besson. La famiglia di suo padre era ebrea. Sua nonna paterna proveniva da una famiglia ebrea indiana di Mumbai originaria dell'Iraq. Frankel ha perso suo padre in un incidente stradale quando aveva due anni e sua madre era incinta del fratello minore Max. È stato cresciuto a Londra da sua madre e in casa parlava francese.
Frankel ha frequentato un corso di base di un anno presso la Royal Academy of Dramatic Art (RADA) prima di laurearsi in recitazione professionale presso la London Academy of Music and Dramatic Art (LAMDA) nel 2017.

### Carriera
La carriera di Frankel è iniziata sul palco nella produzione del 2017 di The Knowledge al Charing Cross Theatre. Ha fatto il suo debutto sullo schermo nel 2019 nella commedia romantica Last Christmas. Nello stesso anno, è stato scelto per interpretare Theo Sipowicz, il protagonista di una potenziale serie spin-off di NYPD Blue sulla ABC.
Nel 2021, Frankel è apparso nel ruolo di Dominique Renelleau nella miniserie di BBC One e Netflix The Serpent. Ad aprile è stato annunciato che avrebbe interpretato il cavaliere dorniano Ser Criston Cole nella serie fantasy HBO del 2022 House of the Dragon, prequel de Il Trono di Spade e adattamento del libro di George R. R. Martin Fuoco e sangue. Frankel ha anche un ruolo nella commedia Venice at Dawn.

## Filmografia

### Cinema
- Last Christmas, regia di Paul Feig (2019)
- Venice at Dawn, regia di Jamie Adams (2022)

### Televisione
- NYPD Blue – serie TV, 1 episodio (2019)
- The Serpent – miniserie TV, 4 puntate (2021)
- An Uncandid Portrait – serie TV, 1 episodio (2021)
- House of the Dragon – serie TV (2022-in corso)

## Doppiatori italiani
Nelle versioni in italiano delle opere in cui ha recitato, Fabien Frankel è stato doppiato da:
- Lorenzo De Angelis in The Serpent
- Emanuele Ruzza in House of the Dragon